# Sly 3: Honor Among Thieves
Sly 3: Honor Among Thieves är ett Playstation 2- och Playstation 3-spel skapat av den amerikanska spelutvecklaren Sucker Punch Productions. Det är uppföljaren till Sly 2: Band of Thieves. I spelet kan man till skillnad från tvåan även ficktjuva med Bentley och Murray. Dessutom kan man spela som 5 nya karaktärer, bland dem några gamla fiender, en polis och resten är helt nya. Man kan bara spela de fem nya karaktärerna på speciella uppdrag. Det är, precis som i tvåan, fortfarande bara Sly, Bentley och Murray som kan gå omkring som de vill ute på gatorna.

## Handling
Sly träffar en som var med i hans pappas gamla gäng som berättar att alla Coopers har lämnat sina förmögenheter i ett valv på Kaine Island. Sly och Bentley bestämmer att han måste dit, men när de får reda på att en skurk som kallas Dr. M har skärpt försvaret på ön och försöker bryta sig in i valvet inser de att han måste utöka sitt gäng för att ens ha en chans att komma in i valvet.

## Svenska röster
- Sly – Mattias Knave
- Bentley – Hasse Jonsson
- Murray – Per Sandborgh
- Dr M, Lefwe – Ole Ornered
- Don Octavio, Den Svarta Baronen – Anders Öjebo
- Carmelita – Nina Gunke
- Tsao – Johan Hedenberg
- Penelope – Annelie Berg
- Muggshot – Hans Wahlgren
- Pandakungen – Gunnar Ernblad
- Dimitri – Joakim Jennefors